# Il dominatore di Wall Street
Il dominatore di Wall Street (Ruthless) è un film del 1948 diretto da Edgar G. Ulmer.

## Trama
Il miliardario Horace Woodruff Vending tiene un ricevimento in una delle sue sontuose ville, che ha appena donato, insieme a 25 milioni di dollari, ad un'organizzazione di beneficenza. Il suo amico d'infanzia Vic Lambdin arriva accompagnato dalla sua compagna Mallory Flagg, dalla quale Horace rimane profondamente colpito, notando la sua somiglianza con Martha, la cui storia egli comincia a raccontare.
Da bambini Horace aveva salvato la vita, ripescandola dalle acque in cui era caduta, a Martha Burnside. Proveniente da una famiglia problematica, Horace finisce coll'essere "adottato" dai riconoscenti Burnside, ricchi vicini di casa, che lo tengono con loro, e anni dopo gli offrono un'educazione d'eccellenza e lo iniziano ai segreti della finanza. Martha rompe il fidanzamento con Vic con la prospettiva di sposare Horace, che ama. Horace tuttavia parte per New York, dove gli è stato assegnato un posto lavorativo d'importanza, e prima di partire manifesta a Martha le sue perplessità sulla loro unione, confessandole che la sua sola vera passione nella vita è l'ambizione, il desiderio di avere sempre di più.
Al ricevimento di Horace compaiono Christa e Buck Mansfield, che manifestano ostilità verso di lui. Horace riprende a ricordare.
Divenuto un grosso finanziere di Wall Street, e dopo aver avuto relazioni amorose con diverse donne di ottima famiglia, Horace, sfruttando la benevolenza del padre della sua attuale fidanzata, il ricco banchiere Bruce McDonald, si getta in affari lucrosi fino ad incontrare l'esperto plutocrate Buck Mansfield, titolare di aziende energetiche e di servizi insieme alla moglie Christa. Horace inizia una relazione con Christa, che lascia il marito e porta con sé le proprie quote nell'impero finanziario di Buck: anche grazie a ciò Horace riesce ad arricchirsi ulteriormente a tutto scapito di Buck, che perde tutto. Il banchiere McDonald, a cui Horace nega un prestito di cui ha bisogno per salvare la propria banca dal fallimento, si toglie la vita, e Horace lascia Christa.
Alla fine del ricevimento Horace dice a Mallory di amarla e le chiede di partire con lui. I due sono, con Vic, sul molo poco distante dalla villa, dove Horace dovrà di lì a poco partire sul suo yacht. Giunge Buck ed attacca Horace: nella colluttazione i due finiscono in acqua, dalla quale non emergeranno più.